# أثر ما الزائدة على إن وأخواتها
الحروف الناسخة - إن وأخواتها - تنصب المبتدأ ويُسمَّى اسمها وترفع الخبر ويُسمَّى خبرها ولكن عند اتصال (ما) الزائدة فلهذا الحديث موقفان

## اتصال (ما) الزائدة بـ(إنَّ)، (أنَّ)، (لكنَّ)،(لعلَّ)، (كأنَّ)
إذا اتصلت ما الزائدة بإحدى الحروف الناسخة «(إنَّ)، (أنَّ)، (لكنَّ)،(لعلَّ)، (كأنَّ)» فإنها تكفها عن العمل وتزيل اختصاصها بالجملة الاسمية

### أمثلة
- إنَّ العلمَ نورُُ
  - الإعراب
  - إنَّ: حرف ناسخ مبني على الفتح لا محل له من الإعراب
  - العلمَ: اسم (إنَّ) منصوب وعلامة نصبه الفتحة الظاهرة على آخره
  - نورُُ: خبر (إنَّ) مرفوع وعلامة رفعه الضمة الظاهرة على آخره

دخول (ما) الزائدة

إنَّما العلمُ نورُُ

الإعراب

إنَّ: حرف ناسخ مبني على الفتح لا محل له من الإعراب

ما: ما الزائدة

العلمُ: مبتدأ مرفوع وعلامة رفعه الضمة الظاهرة على آخره

نورُُ: خبر مرفوع وعلامة رفعه الضمة الظاهرة على آخره
- كأنَّ الجنديين أسدان

الإعراب
كأنَّ: حرف ناسخ مبني على الفتح لا محل له من الإعراب

الجنديين: اسم (كأنَّ) منصوب وعلامة نصبه الياء لأنه مثنى

أسدان: خبر (كأنَّ) مرفوع وعلامة رفعه الألف لأنه مثنى
دخول (ما) الزائدة

كأنَّما الجنديان أسدان

الإعراب

كأنَّ: حرف ناسخ مبني على الفتح لا محل له من الإعراب

ما: ما الزائدة

الجنديان: مبتدأ مرفوع وعلامة رفعه الألف لأنه مثنى

أسدان: خبر مرفوع وعلامة رفعه الألف لأنه مثنى
- لعلَّ المؤمناتِ مقيماتُُ

الإعراب

لعلَّ: حرف ناسخ مبني على الفتح لا محل له من الإعراب

المؤمناتِ: اسم (لعلَّ) منصوب وعلامة نصبه الكسرة الظاهرة على آخره لأنه جمع مؤنث سالم

مقيماتُُ: خبر (لعلَّ) مرفوع وعلامة رفعه الضمة الظاهرة على آخره
دخول (ما) الزائدة

لعلَّما المؤمناتُ مقيماتُُ

الإعراب

لعلَّ: حرف ناسخ مبني على الفتح لا محل له من الإعراب

ما: ما الزائدة

المؤمناتُ: مبتدأ مرفوع وعلامة نرفعه الضمة الظاهرة على آخره

مقيماتُُ: خبر مرفوع وعلامة رفعه الضمة الظاهرة على آخره

## اتصال (ما) الزائدة بـ(ليت)
إذا اتصلت (ما) الزائدة بـ(ليت) فإنه يجوز الأعمال ويجوز الإهمال مع بقاء اختصاصها بالجملة الاسمية

### أمثلة
- ليتَ الطعامَ ساخنُُ

الإعراب

ليت: حرف ناسخ مبني على الفتح لا محل له من الإعراب

الطعامَ: اسم (ليت) منصوب وعلامة نصبه الفتحة الظاهرة على آخره

ساخنُُ: خبر (ليت) مرفوع وعلامة رفعه الضمة الظاهرة على آخره
دخول (ما) الزائدة

يجوز الأعمال ويجوز الإلغاء

1- ليتَما الطعامَ ساخنُُ

2- ليتَما الطعامُ ساخنُُ
إعراب الأولى

ليت: حرف ناسخ مبني على الفتح لا محل له من الإعراب

ما: ما الزائدة

الطعامَ: اسم (ليت) منصوب وعلامة نصبه الفتحة الظاهرة على آخره

ساخنُُ: خبر (ليت) مرفوع وعلامة رفعه الضمة الظاهرة على آخره
إعراب الثانية

ليت: حرف ناسخ مبني على الفتح لا محل له من الإعراب

ما: ما الزائدة

الطعامُ: مبتدأ مرفوع وعلامة رفعه الضمة الظاهرة على آخره

ساخنُُ: خبر مرفوع وعلامة رفعه الضمة الظاهرة على آخره